# Битва при Ле-Мане
Битва при Ле-Мане — сражение между немецкими и французским войсками в ходе Франко-прусской войны. Можно сказать, что с поражением в этой битве французы потеряли Западную Францию.

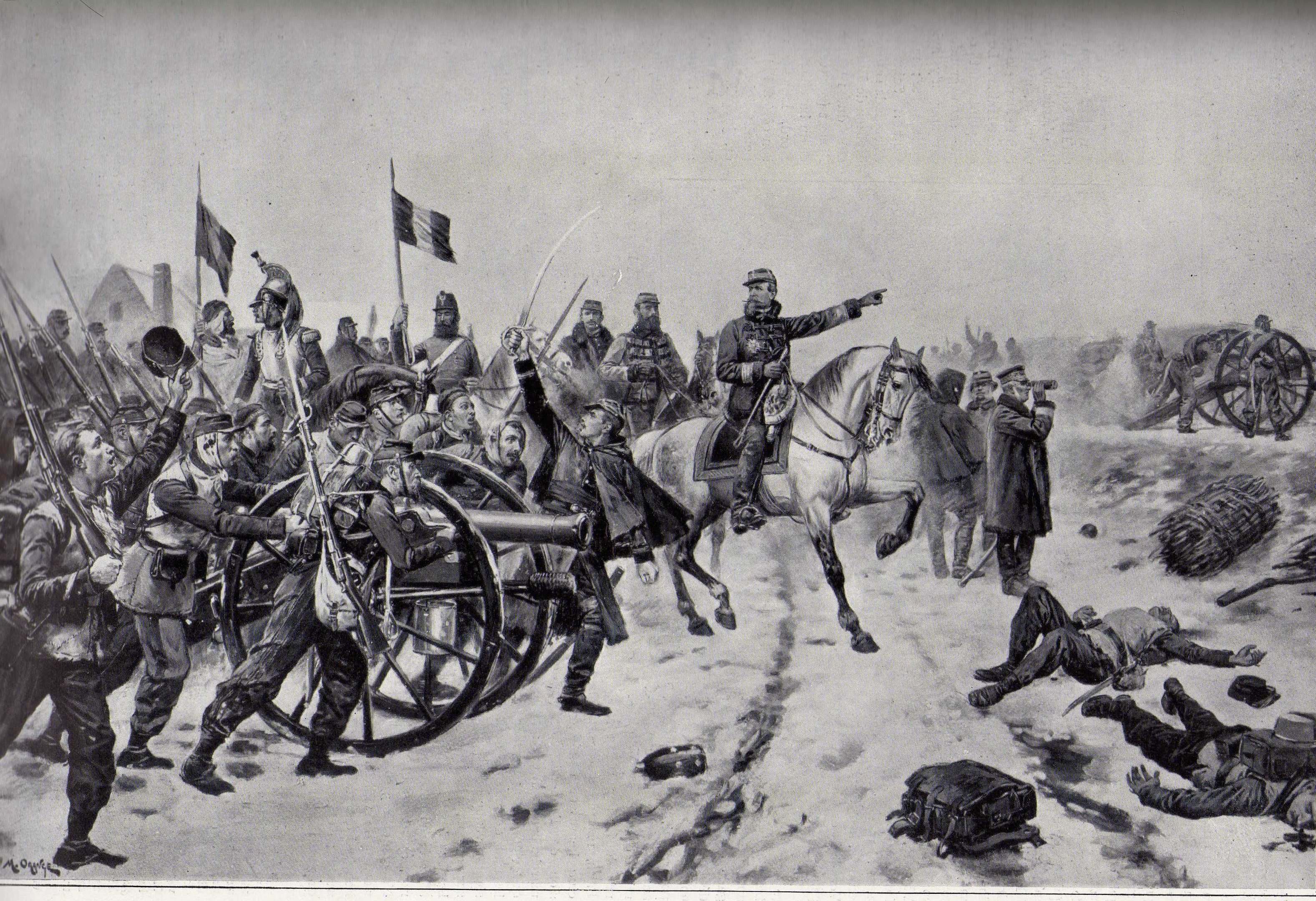
Баталия при Ле-Мане
(художник Морис Оранж)

После захвата Орлеана Фридрих Карл Николай (принц прусский) двинул свои войска дальше на запад. Антуан Шанзи, французский генерал, располагал примерно 150 000 солдат. Его войска находились в Ле-Мане. Большая часть довоенных профессиональных французских солдат были уже разбиты при Седане, взяты в плен в Меце или осаждены в Париже. Поэтому армия Шанзи состояла в основном из плохо обученных резервистов, а также поспешно призванных гражданских лиц, которые, к тому же, были вооружены устаревшим оружием (на всю армию было всего 4000 винтовок, многие из них заряжались с дульной стороны). Несмотря на большой численный перевес, армия Шанзи не могла противостоять закалённой в боях немецкой армии. Фридрих Карл об этом знал, поэтому, не сомневаясь, дал бой неприятелю.

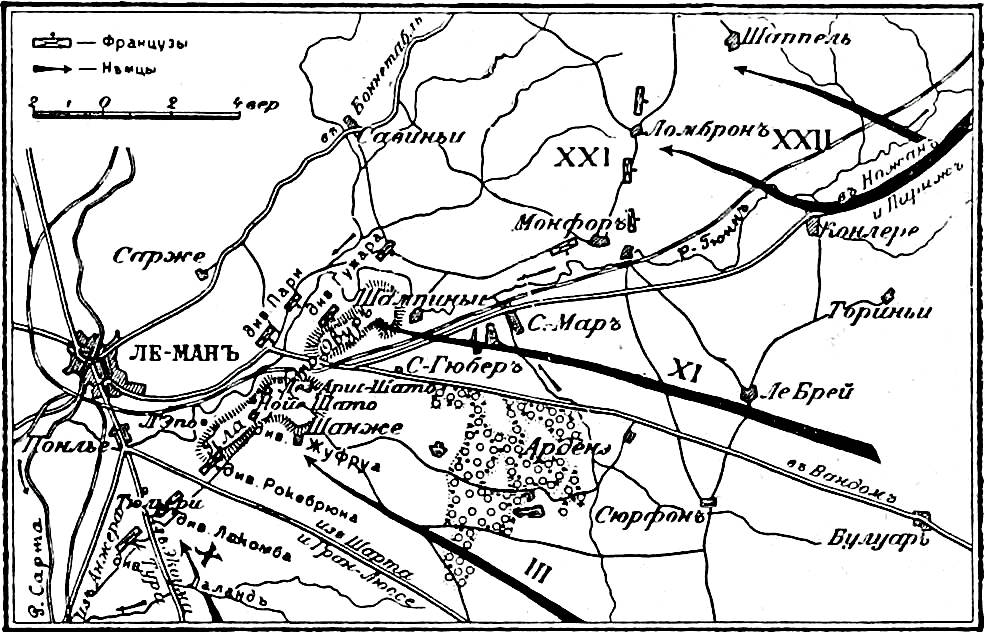
Театр военных действий
(рисунок из статьи «Ле-Ман»
«Военная энциклопедия Сытина»)

Французы были деморализованы и плохо оснащены. Почти все боеприпасы французской армии были пропитаны дождём и снегом. Шанзи, видя печальный пример Меца и Парижа, не захотел прятаться за стенами города и приказал рыть окопы перед Ле-Маном. Битва началась с атаки немецких войск на левом фланге французов. Попытка контратаки французов на левом фланге закончилась неудачей. Немецкая артиллерия остановила контратаку, а в это время немцы нанесли сильный удар по правому флангу французской армии. Войска Шанзи стали беспорядочно отступать. Французские командиры пытались остановить паническое отступление, но не смогли.
Битва закончилась катастрофой для Франции. Теперь почти вся Западная Франция была под немецким контролем. И несмотря на то, что у Шанзи всё ещё оставалось много солдат, они были уже совершенно небоеспособны и подавлены.